# John E. Varey
John Earl Varey (Blackburn, Lancashire, 26 de agosto de 1922 - Londres, 28 de marzo de 1999) fue un hispanista inglés que se especializó en el teatro clásico del Siglo de Oro español y el antiguo teatro español de títeres y marionetas. Asimismo, trabajó en ediciones críticas de obras de Benito Pérez Galdós como: Doña Perfecta o Fortunata y Jacinta y de Lope de Vega (Peribáñez) o Juan Vélez de Guevara (Los celos hacen estrellas). Está considerado como uno de los grandes hispanistas del siglo XX.
Sus estudios universitarios se vieron interrumpidos al incorporarse al ejército Británico durante la Segunda Guerra Mundial, entrando en servicio en un comando de bombarderos de la Aviación de su Graciosa Majestad. Tras la contienda y concluidos sus estudio, Varey acabó fundando el Departamento de Español en el Westfield College de la Universidad de Londres, alcanzando en 1984 el grado de director. También fundó, en 1963 Támesis, editorial dedicada a estudios hispánicos. Fue elegido miembro de la Academia Británica en 1985.

## Selección de obras
- Cosmovisión y escenografía: el teatro español en el Siglo de Oro, Madrid: Castalia, 1987
- Benito Pérez Galdós, Doña Perfecta; edición de J. E. Varey, London: Grant & Cutler Ltd. - Tamesis Books Ltd, 1971
- Lope de Vega, Peribañez y el Comendador de Ocaña edited with introduction and notes by J. M. Ruano and J. E. Varey (London: Tamesis, 1980)
- Juan Vélez de Guevara, Los celos hacen estrellas; editada por J. E. Varey y N. D. Shergold con una edición y estudio de la música por Jack Sage; London: Tamesis Books, 1970
- Pedro Calderón de la Barca Comedias. Vol. XIX. Critical studies of Calderon´s Comedias, edited by J. E. Varey, Westmead, Hants: Gregg International Publishers: Támesis Books, 1973.
- N. D. Shergold y J. E. Varey, Los autos sacramentales en Madrid en la época de Calderón 1637-1681: estudio y documentos; Madrid: Ediciones de Historia, Geografía y Arte, 1961
- Teatros y vida teatral en el siglo de oro a través de las fuentes documentales; editado por Luciano García Lorenzo y J. E. Varey; London : Tamesis Books Limited, 1991
- J. E. Varey y N. D. Shergold Teatros y comedias en Madrid, 1666-1687: estudio y documentos, London: Tamesis Books Limited, 1975
- Los títeres y otras diversiones populares de Madrid, 1758-1840: estudio y documentos, London: Tamesis Books Limited, 1972
- J. E. Varey y Geoffrey Ribbans, Dos novelas de Galdós, Doña Perfecta y Fortunata y Jacinta: Guía Madrid: Castalia, 1988
- Historia de los títeres en España: Desde sus orígenes hasta mediados del Siglo XVIII Madrid: Revista de Occidente, 1957[4]